# Constituția Republicii Vermont

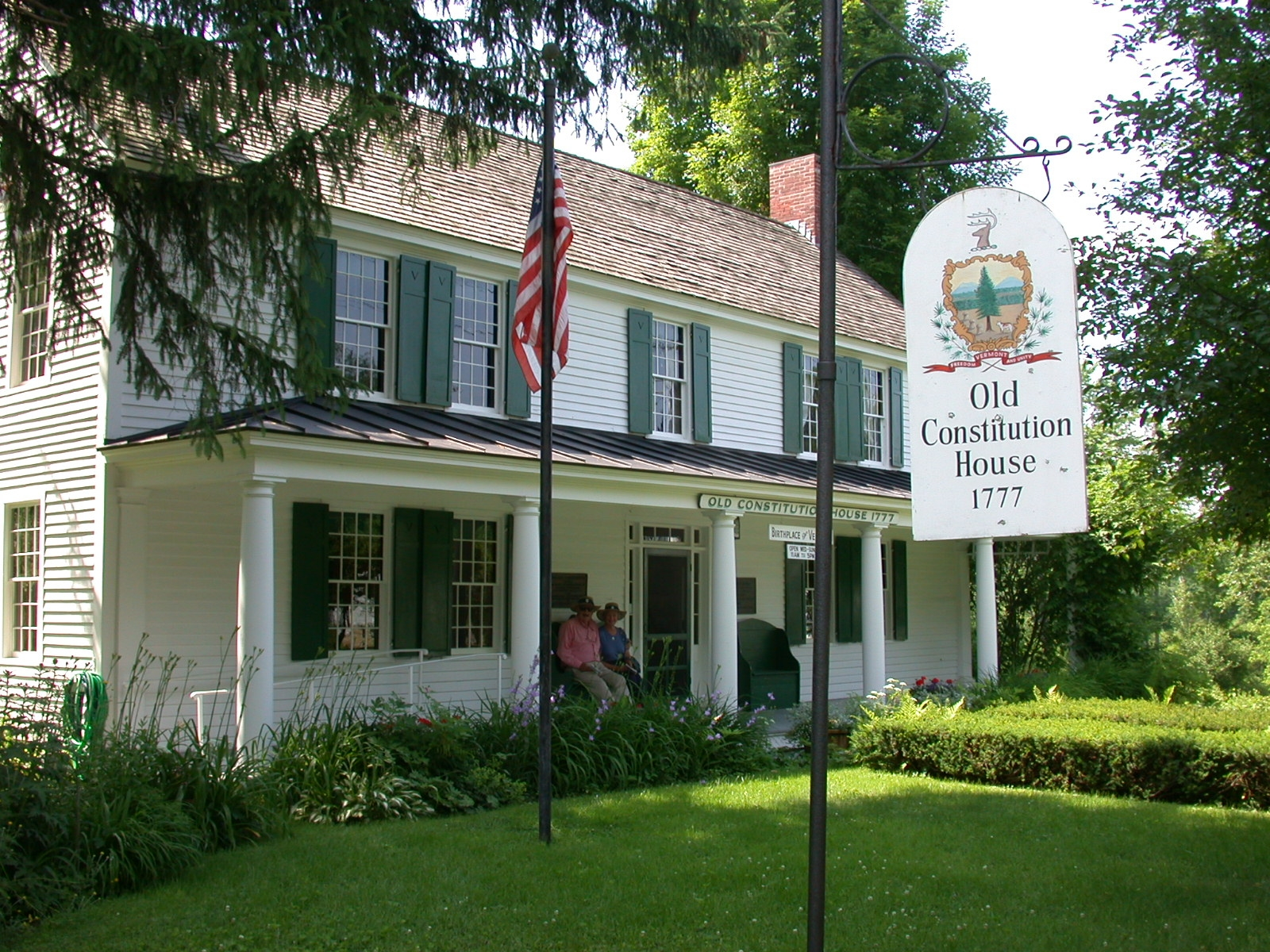
Constitution House în Windsor, Vermont locul unde Constituția Vermont-ului a fost semnată.

Constituția Republicii Vermont, sau Constituția Vermont-ului, conform titlului original Constitution of Vermont, a fost constituția statului independent Vermont, a cărui existență, sub numele de Vermont Republic, a fost relativ paralelă cu cea a nașterii Statelor Unite ale Americii, durând între 1777 și 1793, dată la care Republica Vermont s-a alăturat Statelor Unite ca cel de-al patrusprezecelea stat al său. 
Constituția Vermont-ului a fost adoptată la 8 iulie 1777, după ce fusese scrisă în ziua de 4 iulie, a aceluiași an, fiind apoi adnotată, îmbunătățită și rescrisă de mai multe ori în acel interval de patru zile, istoric pentru Vermont. 

## Independența și constituția Republicii Vermont

### Proclamarea independenței
În ziua de 18 ianuarie 1777, reprezentativi ai New Hampshire Grants s-au întâlnit în Westminster și au declarat independența noii entități statale a Republicii Vermont. În primele sale cinci luni și șaptesprezece zile de existență, republica s-a numit New Connecticut. 

### Adoptarea numelui "Vermont"
În ziua de 2 iunie a aceluiași an, 72 de delegați s-au întâlnit pentru o a doua conferință, cunoscută ca "Westminster Convention", care a avut loc în același oraș Westminster. La această a doua conferință, delegații a convenit asupra numelui de "Vermont", la sugestia Dr. Thomas Young din Philadelphia, Pennsylvania, suporter activ al delegațiilor, care a scris de asemenea și o scrisoare adresată acelorași delegați prin care îi sfătuia cum să obțină ulterior admiterea în Uniune ca cel de-al patrusprezecelea stat al acesteia. 

### Redactarea și adoptarea constituției
În ziua de 4 iulie, zi istorică pentru Statele Unite, Constituția Republicii Vermont (conform originalului, Constitution of the Vermont Republic) a fost redactată într-o primă formă în clădirea hanului Windsor, proprietatea lui Elijah West, fiind apoi adoptată de delegații participanți la redactarea sa în 8 iulie, după patru zile de dezbateri, modificări, precizări, consensuri și rescrieri. Hanul Windsor, considerat loc istoric în statul Vermont, este astăzi conservat sub numele de Old Constitution House, fiind administrat ca un sit istoric de stat.

### Apărarea republicii
Bătalia de la Bennington (conform originalului, [The] Battle of Bennington), care a avut loc pe data de 16 august 1777, a fost un eveniment remarcabil în istoria statului Vermont, dar și a Războiului Revoluționar American . Guvernul în formare al republicii trebuise să facă față simultan provocărilor și amenințărilor venite atât din partea statelor Uniunii New York și New Hampshire, cât și din partea Marii Britanii și a nou formatului stat federal, Statele Unite ale Americii. Nici una din aceste entități nu recunoșteau suveranitatea Republicii Vermont, ba chiar mai mult aveau pretenții teritoriale sau chiar de înglobare totală a republicii. 
Abilitatea politică a acestei tineri republici de a se implica în participarea la o bătălie care nu era exact cauza Republicii Vermont, ci a "vecinului" nou creat, Statele Unite ale Americii, precum și curajul dovedit în luptă de trupele trimise de Vermont de partea americană, în lupta contra britanicilor, combinate cu abilitatea de a se apăra și chiar învinge contra unei puteri militare superioare, au fost semnele distinctive de legitimitate și respect câștigat, asigurând totodată independența și suveranitatea acesteia pentru 14 ani (1777 - 1791), până la alăturarea republicii Vermont Uniunii, ca ce de-al patrusprezecelea stat al său, la 4 martie 1791. 

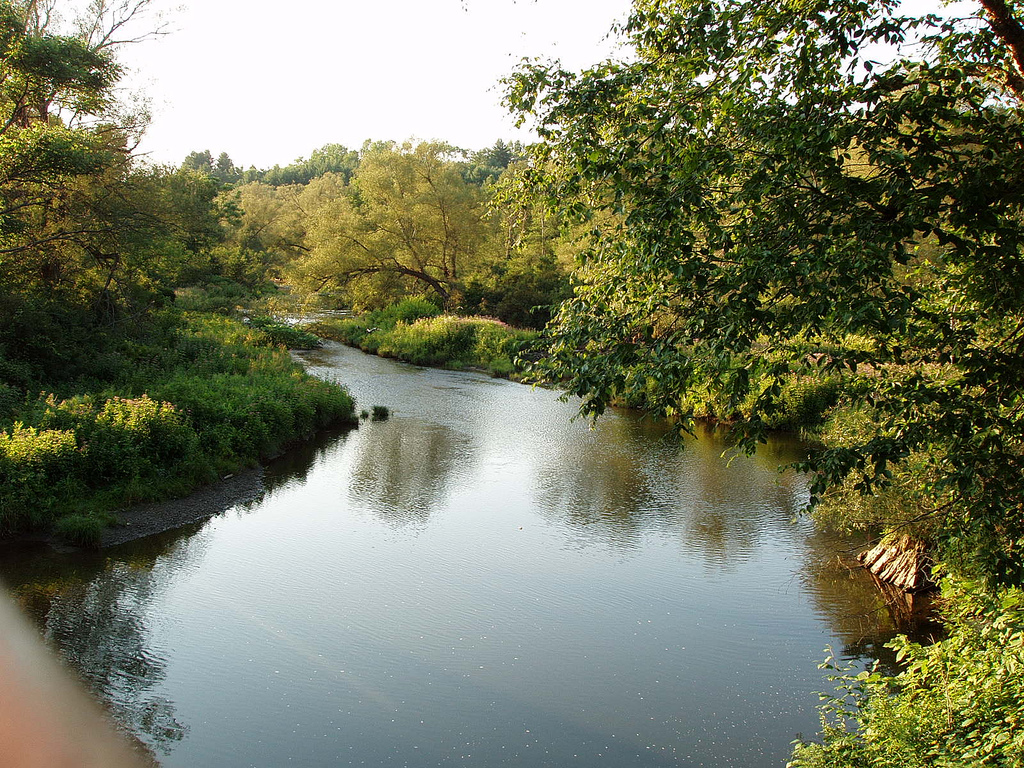
Winooski River, Montpelier Vermont

### Prezentarea generală a Constituției
Titlul oficial al documentului era Constituția Vermontului, conform originalului din engleză, Constitution of Vermont. Adoptarea Constituției Vermont-ului s-a făcut în 1777, marcând declarația de independență a Vermontului față de Imperiul Britanic. Când Vermont-ul a devenit stat al Uniunii în 1791, adunarea legislativă a statului Vermont a adoptat prezenta constituție, Constituția statului Vermont, SUA, conform originalului în engleză, Constitution of Vermont sau Constitution of the State of Vermont. 
În 1777, Constituția Republicii Vermont a fost, pe de o parte, printre primele constituții scrise din America de Nord, fiind totodată una dintre cele mai avansate ale timpului său. Printre pozițiile remarcabil de avansate social pe care le adopta, se pot menționa desființarea instituției sclaviei, instituirea sufragiului universal (e drept, doar pentru bărbați) și sprijinirea școlilor publice de către stat. 
Adoptată la 8 iulie 1777, în clădirea azi cunoscută ca Old Constitution House, Constituția Republicii Vermont are trei părți, dintre care prima este un preambul foarte asemenător preambulului Constituției Statelor Unite ale Americii. 
Este absolut necesar, pentru bunăstarea și siguranța locuitorilor acestui Stat, ca acesta să fie, de aceea, un Stat independent și liber; și că doar o formă de guvernământ permanentă și corespunzătoare trebuie să existe [la conducerea] sa, derivată din și bazată doar pe autoritatea poporului, agreând direcția onorabilului Congresului American.
Conform originalului din limba engleză, It is absolutely necessary, for the welfare and safety of the inhabitants of this State, that it should be, henceforth, a free and independent State; and that a just, permanent, and proper form of government, should exist in it, derived from, and founded on, the authority of the people only, agreeable to the direction of the honorable American Congress.)
Partea a doua a constituției din 1777 era intitulată Capitolul 1, "Declarație a drepturilor locuitorilor Statului Vermont" (conform originalului, Chapter 1, "Declaration of the Rights of the Inhabitants of the State of Vermont"). Acest capitol cuprindea 19 articole garantând numeroase drepturile civile și politice ale locuitorilor din Vermont. 
Partea a treia și ultima a constituție din 1777 era intitulată Capitolul 2, "Plan ori structură de guvernare" (conform originalului, Chapter 1, "Plan or frame of Government"). Acest capitol, cel mai lung și cel mai complex, conținea 44 de articole, explicând nuanțat separarea puterilor în stat și modul în care acestea urmau să funcționeze.